# Kilkís (district régional)
Pour les articles homonymes, voir Kilkis.
Le district régional de Kilkís est un district régional grec de la périphérie de Macédoine-Centrale. Avant 2010 et la réforme Kallikratis, il avait le statut de nome avec la même étendue géographique. Son chef-lieu est la ville de Kilkís.

## Géographie

### Géographie administrative
Le nome (préfecture) de Kilkís était divisé en onze dèmes (municipalités) et une commune. 
| Municipalité | Code YPES | Chef-lieu (si nom différent) | Code postal | Ind. téléphonique |
| ------------ | --------- | ---------------------------- | ----------- | ----------------- |
| Axioupoli    | 2801      |                              | 614 00      | 23830-3           |
| Chérso       | 2812      |                              | 610 02      | 23410-5           |
| Doïráni      | 2804      |                              | 610 03      | 23410-9           |
| Europós      | 2805      |                              | 610 02      | 23430-6           |
| Gallikós     | 2802      | Kampánis                     | 611 00      | 23430-42          |
| Gouménissa   | 2803      |                              | 613 00      | 23430-4           |
| Kilkís       | 2806      |                              | 611 00      | 23410-2 ou 7      |
| Livádia      | 2808      |                              | 614 00      | 23430-3           |
| Kroússa      | 2807      | Térpyllos                    | 611 00      | 23410-4           |
| Mouriés      | 2809      | Stathmós Mourión             | 610 03      | 23410-31          |
| Pikrolímni   | 2810      | Mikrókampos                  | 570 01      | 23431-9           |
| Polýkastro   | 2811      |                              | 612 00      | 23430-2           |

## Histoire
Des traces d'habitations datant de 6000 av. J.-C. ont été mises au jour lors de fouilles successives effectuées par l'Armée d'Orient, Léon Rey, Stanley Casson et William Heurtley. En 1936, Kodzias mis au jour une chambre funéraire double à Europós. Deux ans plus tard, Haralambos Makaronas excava un bâtiment dans la zone de Doiran mais le monument fut détruit par l'armée quelques années plus tard. Les fouilles commencèrent de façon méthodique avec la découverte du kouros d'Europos, du sanctuaire d'Asclépios à Ano Apostoli et du groupe des quatre statues de Palatiano en 1966. Ces pièces font aujourd'hui partie des collections du musée archéologique de Kilkís. 
Les premières populations connues dans la région sont les Péoniens, les Bottiéens, les Krestoniens et les Mygdoniens. Les Péoniens, évoqués par Homère dans la guerre de Troie, vivaient à l'est du fleuve Axios. Du fait de l’essor du royaume de Macédoine, ils furent repoussés vers le nord et Thucydide les cite autour de Doberos. Les Bottiéens s'établirent, sous la poussée macédonienne en Chalcidique, dans une région actuellement appelée Bottiké. Les Krestoniens furent lentement assimilés et Thucydide les cite lors du passage de Xerxès Ier sur leur territoire. Enfin, les Mygdoniens s'établirent les plus au sud, sur un territoire allant de Thessalonique à la passe de Redina. 
Les troupes macédoniennes conquirent la région au Ve siècle av. J.-C. Située à un carrefour commercial, la zone connut une période de croissance. La Macédoine devenue romaine en -146, les assauts de tribus thraces comme les Besses, les Scordiques, les Galates se succédèrent. 
Peuplée d'habitants slavophones, la région est restée, après le traité de Berlin, sous le joug de l'Empire ottoman avant d'être prise par la Bulgarie lors de la Première Guerre balkanique (1912). Lors de la Seconde Guerre balkanique, l'armée grecque prit la ville et ses environs après une bataille de trois jours, entre les 19 et 21 juin 1913. Bien qu'elle fît beaucoup de victimes - plus de 5 000 morts du côté grec et 7 000 du côté bulgare - la bataille se révéla être décisive dans l'issue du conflit armé. À la suite du traité de Neuilly, la quasi-totalité de la population slave de la région de Kilkis - près de 10 000 personnes - fut transférée en Bulgarie où la plupart s'établit à Sofia.
La région de Kilkis fut occupée par la Bulgarie, en 1943, lorsque celle-ci occupa la Macédoine égéenne, et une politique de « bulgarisation » fut menée. Toutefois, le Troisième Reich interdit le rattachement de la région à la Bulgarie, par crainte de déstabiliser la Grèce. La région fut un foyer important de la résistance interne grecque avant qu'elle ne fût libérée en 1944.